# Jürgen Dieter Waidelich

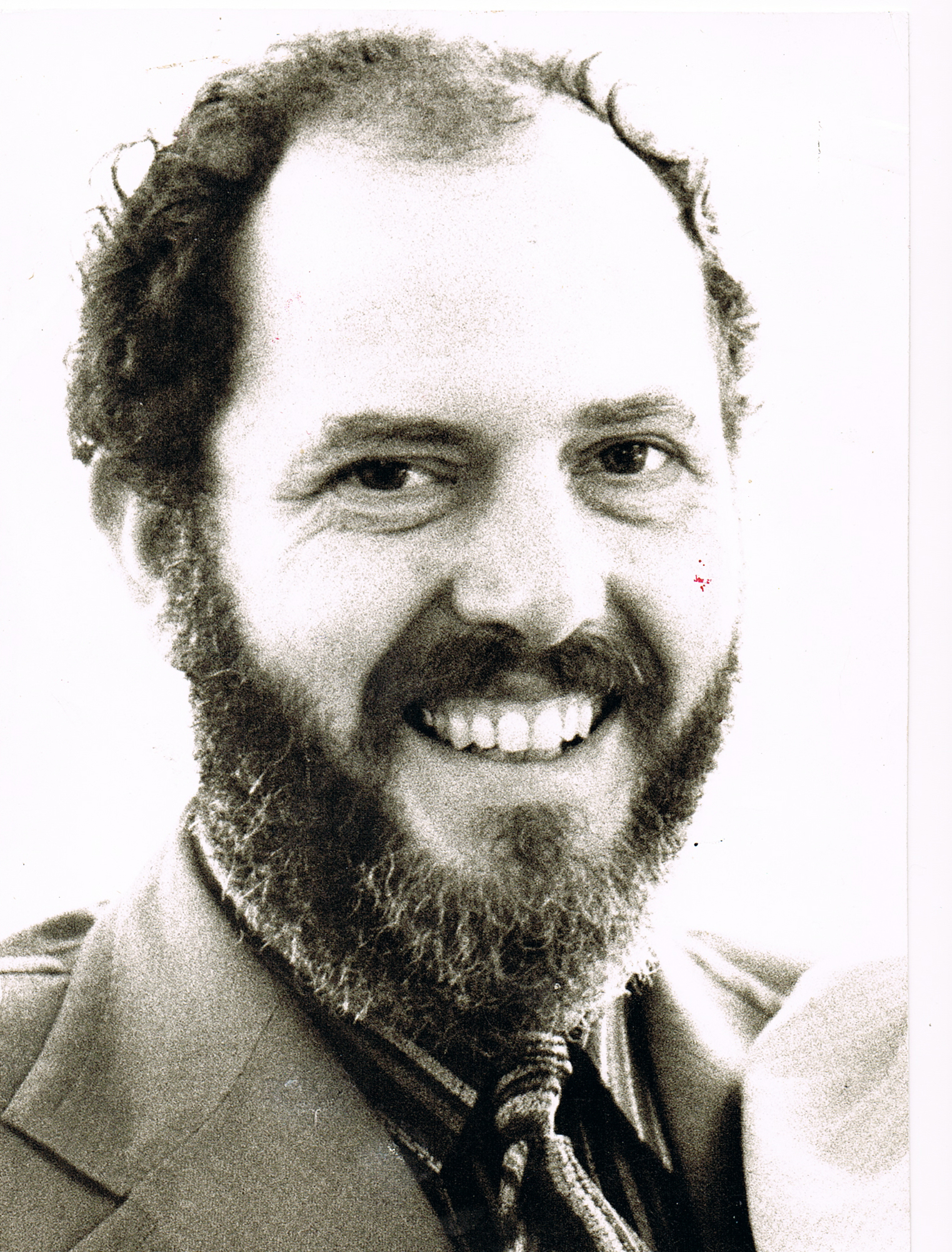
Jürgen Dieter Waidelich, Essen 1975

Jürgen Dieter Waidelich (* 23. Mai 1931 in Berlin; † 14. September 1994 in Essen) war ein deutscher Theaterwissenschaftler, Intendant und Kulturpolitiker.

## Leben
Waidelich wuchs in Berlin, Freudenstadt und Stuttgart auf, absolvierte sein Abitur im Jahr 1951 und stand im Arbeitsausschuss Stuttgarter Schüler in engem Kontakt zu Alfred Biolek, Rolf Hüttel, Bernt Rhotert und Manfred Schneckenburger. Von 1951 bis 1956 studierte er Theaterwissenschaft an der Ludwig-Maximilians-Universität München. Dort war er Assistent von Artur Kutscher und wurde 1957 mit einer Arbeit über die Geschichte des Württembergischen Hof- und Staatstheaters Stuttgart 1908–1933 promoviert. 1957 bis 1959 wurde er als Dramaturg ans Staatstheater Stuttgart verpflichtet und war dort u. a. auch Regieassistent von Wieland Wagner.
Ab 1959 wirkte er als Chefdramaturg am Stadttheater Bremerhaven, dort inszenierte er auch Schauspiele von Carl Sternheim und Bertolt Brecht (etwa Der kaukasische Kreidekreis mit Ruth Krüger-Kenter als Grusche). Außerdem organisierte er Gastspiele am Volkstheater Rostock und die bundesdeutsche Erstaufführung von Giuseppe Verdis Attila unter der musikalischen Leitung von Generalmusikdirektor Hans Kindler, mit Anita Salta als Odabella. Von 1967 bis 1974 war Waidelich Intendant am Stadttheater Bremerhaven. Dort verpflichtete er u. a. Ilse Werner als Partnerin von Ferdinand Dux für The King and I sowie die Solisten der Komischen Oper Berlin für Porgy and Bess.
Von 1974 bis 1978 war er Generalintendant der Städtischen Bühnen Essen. Dort kam 1975 u. a. die Uraufführung von Alexander Solschenizyns Republik der Arbeit heraus. Im Schauspiel arbeitete er u. a. mit Ilka Boll, Herbert Hauck sowie den Regisseuren Liviu Ciulei, Kazimierz Dejmek, David Esrig, Gregor Bals, Henri Hohenemser, Helmut Qualtinger, Lothar Trautmann und Nikolaus Wolcz zusammen, im Musiktheater mit den Generalmusikdirektoren Gustav König und Heinz Wallberg sowie den Regisseuren Hans-Peter Lehmann, Nikolaus Sulzberger, Irene Mann, Gene Reed und Boris Pilato. Unter den Künstlerinnen und Künstlern, die in dieser Zeit in Essen wirkten, waren u. a. Gabriela Badura, Jutta Eckhardt, Steffi Helmar, Hildegard Jacob, Brigitte Lebaan, Sabine Postel, Margarita Turner, bei den Herren u. a. Karl-Walter Böhm, Dietmar Cordan, Michael Enk, Rainer Goernemann, Friedrich Gröndahl, Karl-Heinz Lippe, Joachim Hermann Luger, Johann Adam Oest, Wicus Slabbert und Tilo Weber.
Ab 1979 war Waidelich zehn Jahre Bundesgeschäftsführer des Volksbühnenverbandes. Er war in dieser Funktion 1979–83 in Berlin, 1984 in Düsseldorf und anschließend in Essen tätig. Waidelich gehörte zu den Mitbegründern des Fonds Darstellende Künste e. V. mit Sitz in Essen und war von 1985 bis 1994 dessen Vorstandsvorsitzender. Er betrieb mit großem kulturpolitischem Engagement den Beginn der Fördertätigkeit freier Theater- und Tanzproduktionen durch den Fonds ab 1988. Zeitweilig war er auch Präsident der International Association of Theatre Public Organization (IATO).
1990 erhielt Waidelich den Ruf auf eine Professur für Theaterwissenschaft an dem von Günter Ahrends begründeten Institut für Theater-, Film- und Fernsehwissenschaft an der Ruhr-Universität Bochum, von 1992 bis 1994 war er auch dessen geschäftsführender Direktor.
Er war verheiratet und hatte vier Kinder.

## Schriften
- (mit Ludwig Kusche): Musik und Theater in Bayern. (= Bayern, Land und Volk in Wort und Bild) München 1955.
- Essen spielt Theater. 1000 und einhundert Jahre. Zum 100. Geburtstag des Grillo-Theaters.
  - Band 1, ECON-Verlag, Düsseldorf 1992, ISBN 3-430-19452-0.
  - Band 2, ECON-Verlag, Düsseldorf 1994, ISBN 3-430-19454-7.